# Wereldkampioenschap schaatsen allround vrouwen 1951
Het twaalfde Wereldkampioenschap schaatsen allround voor vrouwen werd op 3 en 4  februari 1951 verreden op de Tunavallen ijsbaan van Eskilstuna, Zweden.
Er deden slechts tien deelneemsters aan deze editie mee: uit Zweden (6), allen debutant, uit Finland (1) en uit Noorwegen (3) .
Ook dit kampioenschap werd verreden over de afstanden 500m, 3000m, 1000m en 5000m.
Zowel titelverdedigster Maria Isakova als haar Sovjet-landgenoten ontbraken op dit kampioenschap. De titelstrijd speelde zich nu af tussen de nieuwe wereldkampioene, de Finse Eevi Huttunen (4e deelname) en de Noorse Randi Thorvaldsen (vijfde deelname), zij veroverden de top 2 posities. Ragnhild Mikkelsen eindigde als derde voor Maj-Britt Almer, die drie bronzen afstandsmedailles wist te halen, maar op de 1000m viel.

## Afstandsmedailles
| Afstand | Goud ·            | Zilver ·          | Brons ·            |
| ------- | ----------------- | ----------------- | ------------------ |
| 500m    | Randi Thorvaldsen | Eevi Huttunen     | Maj-Britt Almer    |
| 3000m   | Eevi Huttunen     | Randi Thorvaldsen | Maj-Britt Almer    |
| 1000m   | Eevi Huttunen     | Randi Thorvaldsen | Ragnhild Mikkelsen |
| 5000m   | Eevi Huttunen     | Randi Thorvaldsen | Maj-Britt Almer    |

## Klassement
| Rang   | Schaatsster         | Land      | Punten  | 500m        | 3000m       | 1000m        | 5000m         |
| ------ | ------------------- | --------- | ------- | ----------- | ----------- | ------------ | ------------- |
| Goud   | Eevi Huttunen       | Finland   | 217,147 | 50,8 (2)    | 5.39,1 (1)  | 1.42,5 (1)   | 9.45,8 (1)    |
| Zilver | Randi Thorvaldsen   | Noorwegen | 219,513 | 49,4 (1)    | 5.56,0 (2)  | 1.42,6 (2)   | 9.54,8 (2)    |
| Brons  | Ragnhild Mikkelsen  | Noorwegen | 239,630 | 54,4 (4)    | 6.25,5 (4)  | 1.54,6 (3)   | 10.36,8 (4)   |
| 4      | Maj-Britt Almer     | Zweden    | 240,057 | 53,0 (3)    | 6.13,3 (3)  | 2.03,8 * (7) | 10.29,4 (3)   |
| 5      | Sylvia Karlsson     | Zweden    | 251,767 | 57,1 (7)    | 6.37,0 (5)  | 2.01,8 (5)   | 11.16,0 * (5) |
| 6      | Betzy Baltzersen    | Noorwegen | 255,463 | 54,8 (5)    | 6.50,0 (6)  | 2.01,8 (5)   | 11.54,3 (8)   |
| 7      | Gunnel Gunlöv       | Zweden    | 259,757 | 56,1 (6)    | 7.02,2 (9)  | 2.00,9 (4)   | 12.08,4 (10)  |
| 8      | Inga-Lill Olsson    | Zweden    | 261,307 | 59,4 (8)    | 6.55,6 (7)  | 2.06,7 (9)   | 11.32,9 (6)   |
| 9      | Ann-Marie Landström | Zweden    | 262,317 | 59,8 (9)    | 6.56,2 (8)  | 2.04,3 (8)   | 11.50,0 (7)   |
| 10     | Elin Skärlind       | Zweden    | 272,350 | 1.04,1 (10) | 7.04,5 (10) | 2.10,8 (10)  | 12.01,0 (9)   |

* = met val
NC = niet gekwalificeerd
NF = niet gefinisht
NS = niet gestart
DQ = gediskwalificeerd
Vet gezet = kampioenschapsrecord